# Парфёнов, Андрей Борисович
Андрей Борисович Парфёнов (род. 10 апреля 1976, Смоленск) — российский политтехнолог, функционер партии «Единая Россия». Депутат Государственной Думы восьмого созыва, член фракции «Единая Россия». Член Комитета Государственной думы VIII созыва по региональной политике и местному самоуправлению. 

## Биография
Родился 10 апреля 1976 года в Смоленске в семье Бориса Ивановича и Нины Андреевны Парфёновых. Борис Иванович (1942—2024) стоял у истоков Смоленского регионального отделения партии Яблоко и много лет был его председателем. Выдвигался на выборах разного уровня от партии (в том числе несколько раз в Государственную думу). На ноябрь 2022 года является членом регионального совета Смоленского отделения партии Яблоко. Нина Андреевна — член контрольно-ревизионной комиссии отделения партии Яблоко
В 2000 году окончил Московский энергетический институт, в 2002 прошел переподготовку в МГУ на факультете психологии.
2007—2012 гг. — главный специалист Отдела по взаимодействию с органами местного самоуправления, заместитель начальника Отдела избирательных технологий Управления регионального развития Департамента региональной работы, начальник, заместитель руководителя управления — начальник Отдела избирательных технологий Управления электоральных процессов, руководитель Управления электоральных процессов Департамента региональной работы аппарата Центрального исполнительного комитета (ЦИК) Всероссийской политической партии «Единая Россия»
2012—2021 — Заместитель Руководителя Центрального исполнительного комитета Всероссийской политической партии «Единая Россия» — руководитель Управления региональной и технологической работы аппарата Центрального исполнительного комитета Всероссийской политической партии «Единая Россия»

### Депутат госдумы
31 октября 2022 года генеральный совет «Единой России» решил передать мандат депутата Государственной Думы от Тульской области Николая Петрунина Андрею Парфёнову. 2 ноября 2022 года ЦИК РФ на своем заседании № 101 утвердил решение о передаче мандата Парфёнову.
19 мая 2023 года, на фоне вторжения России на Украину, внесён в санкционный список Канады «соратников режима» как «причастный к продолжающемуся нарушению Россией прав человека, включая передачу под опеку украинских детей в Россию»